# کیک ژوکوند
کیک ژوکوند یا به فرانسوی بیسکویت ژوکوند (به فرانسوی: Biscuit Joconde)، یا کیک اسفنجی بادامی، یکی دیگر از انواع کیک اسفنجی است. از ویژگی‌های این کیک اینست که  حاوی بادام است. تفاوت آن با انواع کیک‌های اسفنجی دیگر اینست که به غیر از داشتن تخم مرغ کامل، حاوی سفیده تخم مرغ اضافه نیز هست و شکر و بادام به این مرنگ یا سفیده تخم مرغ اضافه می‌شود. این کیک به صورت لایه‌های نازک پخت می‌شود و معمولاً به صورت لایه‌ای برای قرار گرفتن در بین مواد دیگر مانند انواع موس، شکلات و باواروا بکار می‌رود. برای نمونه کیک اپرا یکی از کیک‌هایی است که در درست کردن آن  لایه‌هایی از کیک یا بیسکویت ژوکوند استفاده می‌شود. 

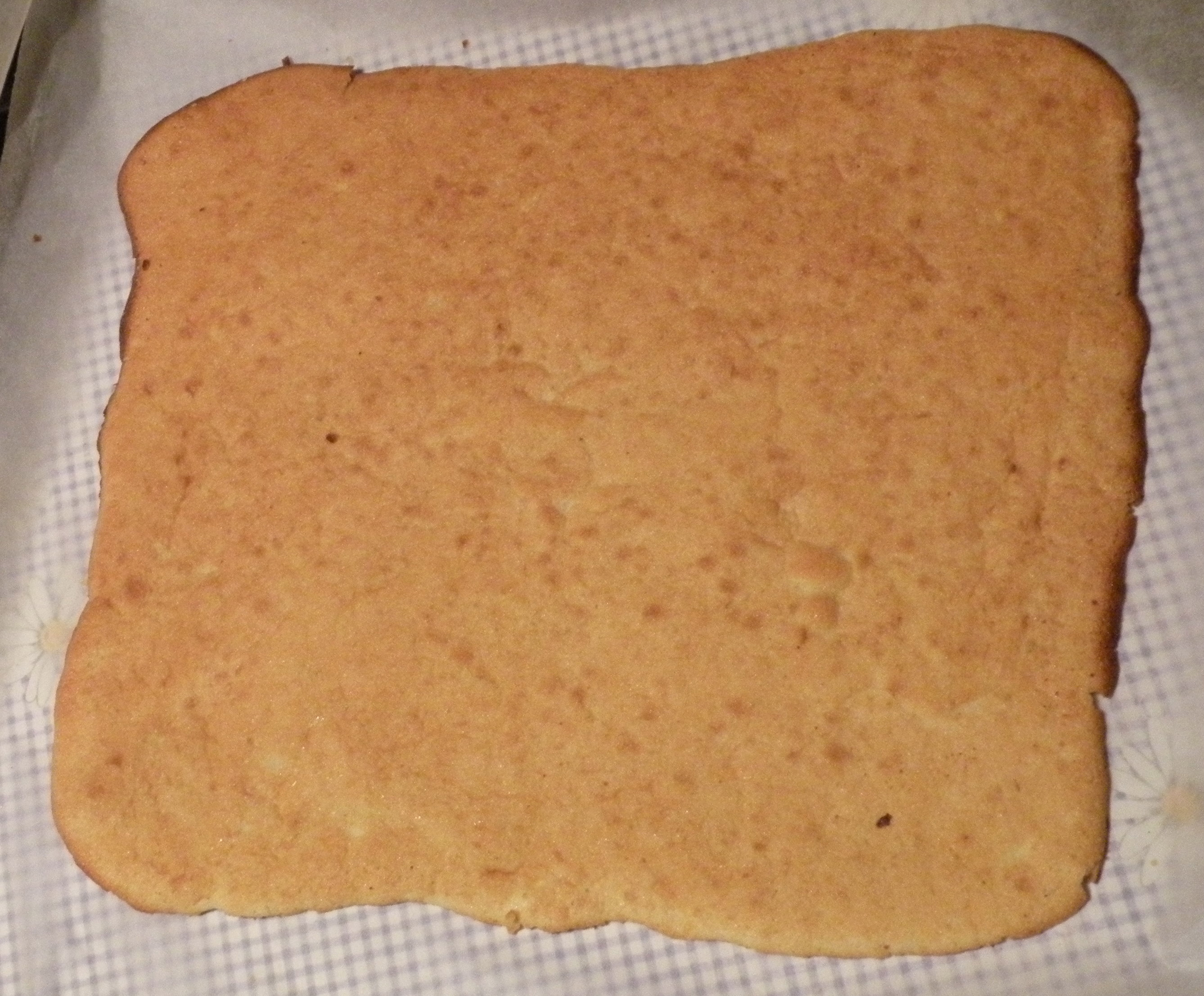
کیک ژوکوند